# Маджидов, Вали Маджидович
Вали́ Маджи́дович Маджи́дов (узб. Vali Majidovich Majidov, Вали Мажидович Мажидов; 14 ноября 1922, Туркестанская  АССР, Ташкент — 28 июня 2002) — заслуженный деятель науки Узбекской ССР (1982), доктор медицинских наук, профессор. Ректор Среднеазиатского медицинского педиатрического института (1972—1987). Научный и практический интерес представляют его исследования о течении бруцеллёзной инфекции у человека.

## Биография
Вали Маджидович Маджидов родился 14 ноября 1922 года (по другим данным — в 1923 году) в Ташкенте.
В 1943 году с отличием окончил Ташкентский медицинский институт (ТашМИ). С 1944 по 1947 года — аспирант кафедры инфекционных болезней ТашМИ.
Ассистент (1947—1954), доцент (1954—1962), заведующий (с 1962) кафедрой инфекционных болезней ТашМИ. С 1972 года заведующий кафедрой инфекционных болезней с эпидемиологией Среднеазиатского медицинского педиатрического института.
В 1947 году защитил кандидатскую диссертацию по теме «Осново-фагоцитарная реакция при бруцеллезе», а в 1963 докторскую по теме «Бруцеллез (клиника, течение, продолжительность)».

### Профессиональная деятельность
С 1963 по 1965 профессор Маджидов работал заместителем председателя Учёного медицинского совета Министерства здравоохранения Узбекской ССР.
С октября 1965 по июнь 1966 — декан санитарно-гигиенического факультета Ташкентского медицинского института. С июня 1966 по октябрь 1968 — проректор по учебной работе ТашМИ.
В 1968 году Маджидов стал заместителем министра здравоохранения Узбекской ССР и начальником четвёртого главного управления.
С 1972 по 1987 год — ректор Среднеазиатского медицинского педиатрического института.
Автор более 86 научных работ, в том числе 7 монографий, руководства к практическим занятиям по инфекционным болезням и учебника «Инфекционные болезни» для студентов медицинских институтов.
Под руководством Маджидова защищена 1 докторская и 16 кандидатских диссертаций. Вали Маджидов организовал школу учёных-инфекционистов.

## Достижения
- Заслуженный деятель науки Узбекской ССР[вд] (1982)

## Сочинения
- Маджидов В. М.,  Шаинский И. И.. Брюшной тиф и паратифы А и В. — Ташкент: Издательство им. Ибн Сины, 1991. — 173 с.
- Маджидов В. М.,  Шапунова И. И.. Диагностика и исходы вирусного гепатита. — Ташкент: Медицина, 1980. — 127 с.
- Маджидов В. М.,  Шапунова И. И.. Диагностика лихорадочных состояний. — Ташкент: Медицина, 1984. — 164 с.